# Караджата (хижа)
Вижте пояснителната страница за други значения на Караджата.
Хижа „Караджата“ е разположена в Лудогорието. Намира се в едноименния лесопарк „Караджата“ на 230 метра надморска височина и е на 6 км от гр. Дулово.
Представлява двуетажна масивна сграда с максимален капацитет 17 места, разпределени в стаи с три легла и спални помещения с по осем легла.
Сградата е електрифицирана и водоснабдена. Отоплението се извършва с печки на ток. Хижата предлага туристическа кухня и столова.
Преходът от Дулово отнема около 1 час и 30 минути. За тези, които предпочитат да пътуват с автобус, могат да се качат на автобус в посока с. Чернолик.
По пътя има специална спирка за Хижа Караджата, която е малко преди Чернолик и се намира на 650 метра от хижата. Хижата е удобна за походи до ДЛС „Каракуз“ или хижа „Руйно“.
Районът е благодатен за пешеходни преходи и вело-туризъм, за пикници и излети, лов и фото сафарита.
Стопанисва се от ТД „Караджата“. Телефони: 0855 3105; 0855 5160.